# Struiksprinkhaan
De struiksprinkhaan (Leptophyes punctatissima) is een rechtvleugelig insect uit de familie sabelsprinkhanen (Tettigoniidae), onderfamilie Phaneropterinae.

## Kenmerken
Mannetjes bereiken een lengte van 10 tot 13 millimeter, de vrouwtjes zijn 13 tot 18 mm lang.
Het lichaam is bolvormig en gedrongen, de lichaamskleur is groen tot geelgroen, de knieën zijn meer geelachtig, met over het gehele lichaam vele kleine donkere spikkeltjes. Het halsschild heeft aan weerszijden een witte streep. De legbuis van de vrouwtjes is kort en naar boven gekromd. De vleugels zijn zeer klein en zijn bij het mannetje ongeveer zo lang als het halsschild, bij het vrouwtje ongeveer de helft. Het achterlijf van het mannetje is te herkennen aan twee relatief ver van elkaar gelegen cerci die licht naar elkaar gekromd zijn.

### Onderscheid met andere soorten
De struiksprinkhaan is te verwarren met de zaagsprinkhaan, die echter duidelijk groter wordt, en met de oostelijke struiksprinkhaan, die echter witte strepen langs de flanken heeft.

## Verspreiding en habitat
De struiksprinkhaan komt overal in Nederland en België voor en is verder te vinden in grote delen van Europa. De habitat bestaat uit verschillende biotopen, waaronder stadsparken, heidevelden, tuinen en wegbermen. De sprinkhaan is te vinden in lagere begroeiing, de nimfen leven dichter bij de bodem op bloemen.

## Levenswijze
De volwassen struiksprinkhaan is actief gedurende de maanden juli tot oktober, en laat zich vooral horen tussen zeven uur 's avonds en drie uur in de nacht. Het geluid is ultrasoon (40 kHz) en bestaat uit zachte tikjes die met het menselijk oor niet te horen zijn. Voor het inventariseren van de sprinkhaan wordt een vleermuisdetector gebruikt.

## Afbeeldingen

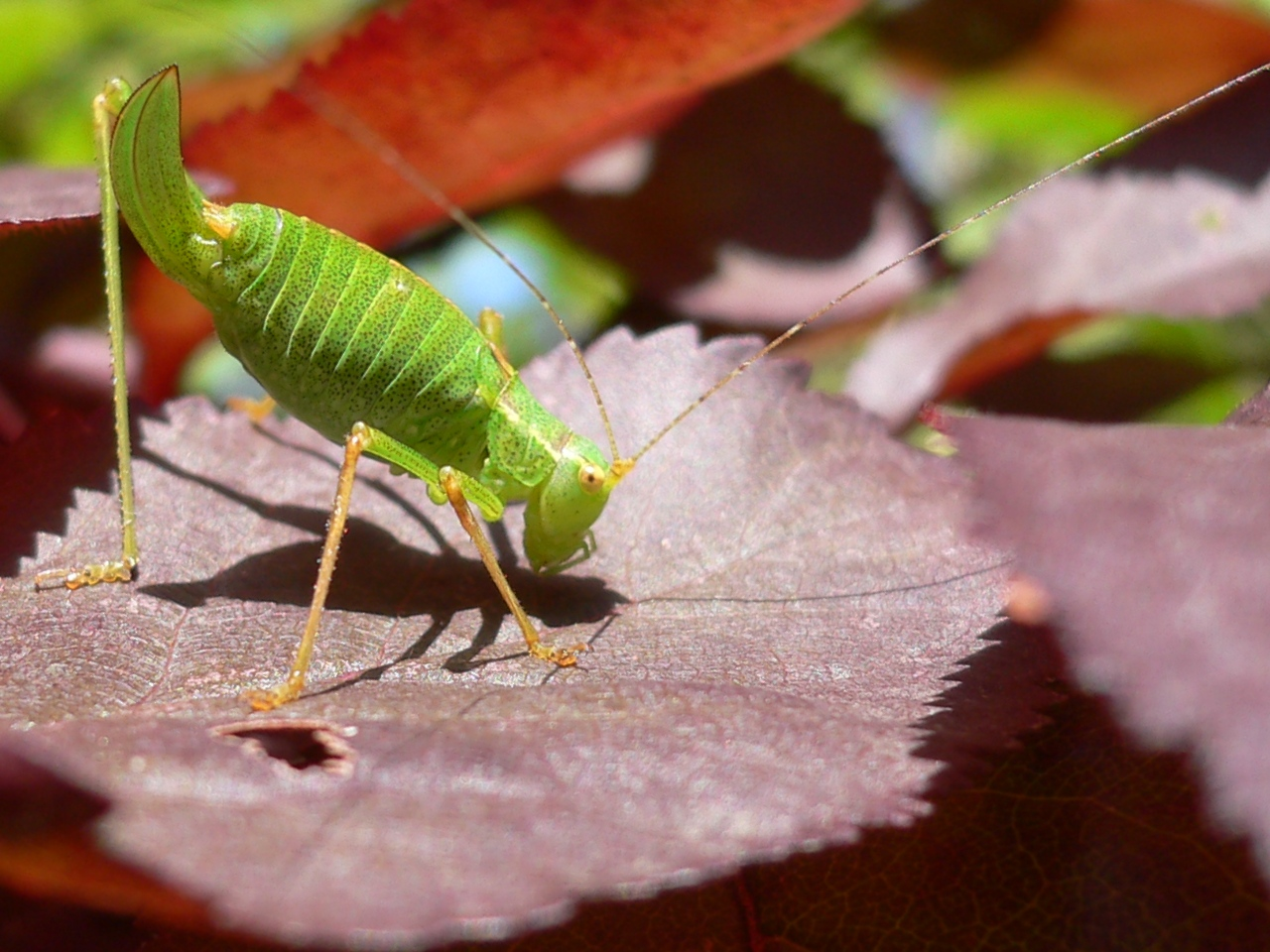
Vrouwtje.
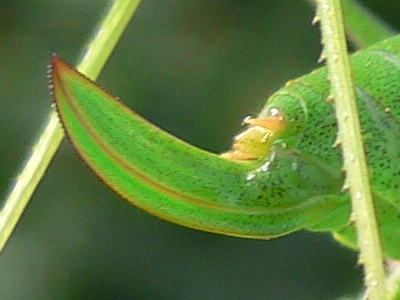
Detail legboor.
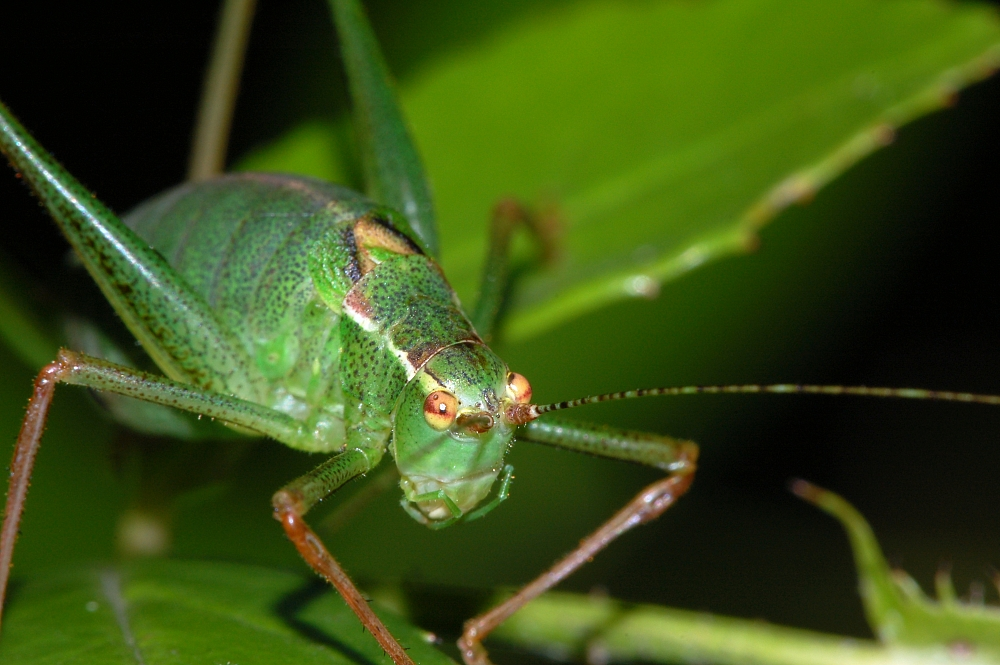
Mannetje.
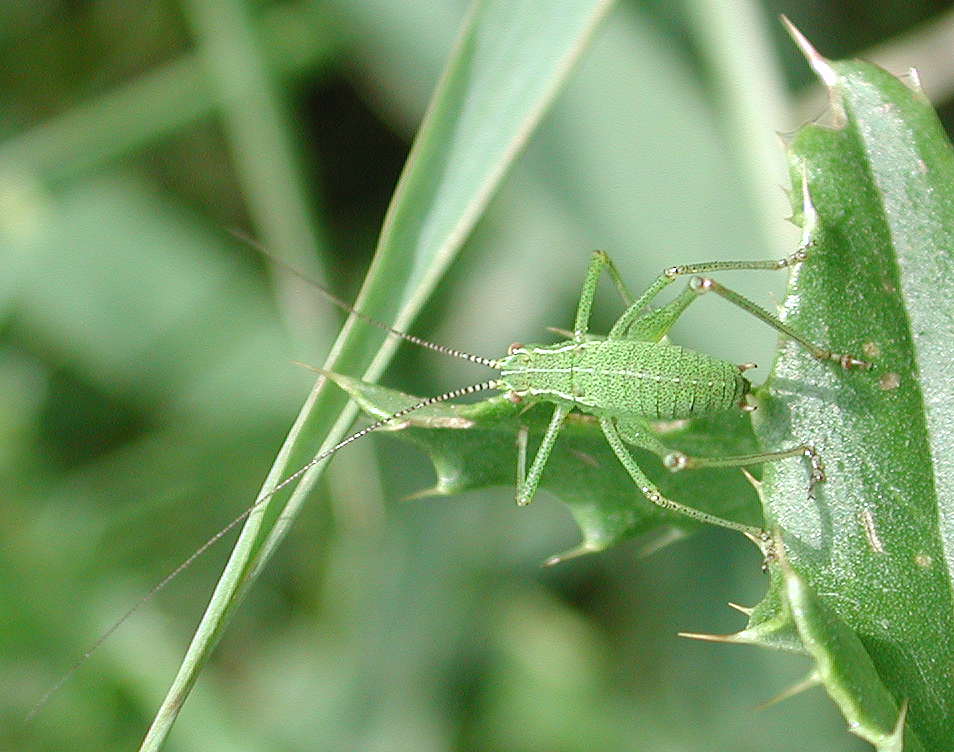
Mannelijke nimf.
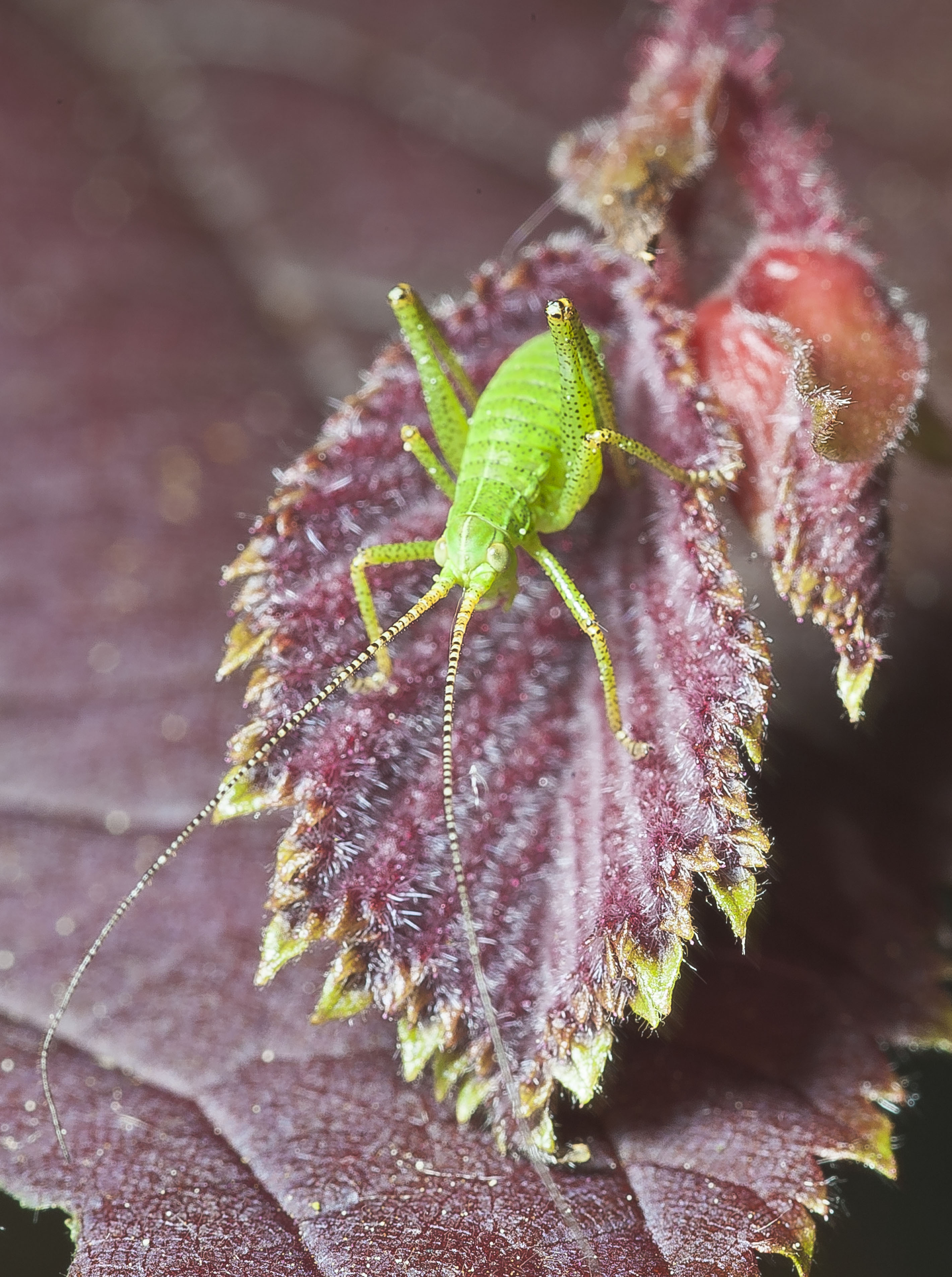
Nimf
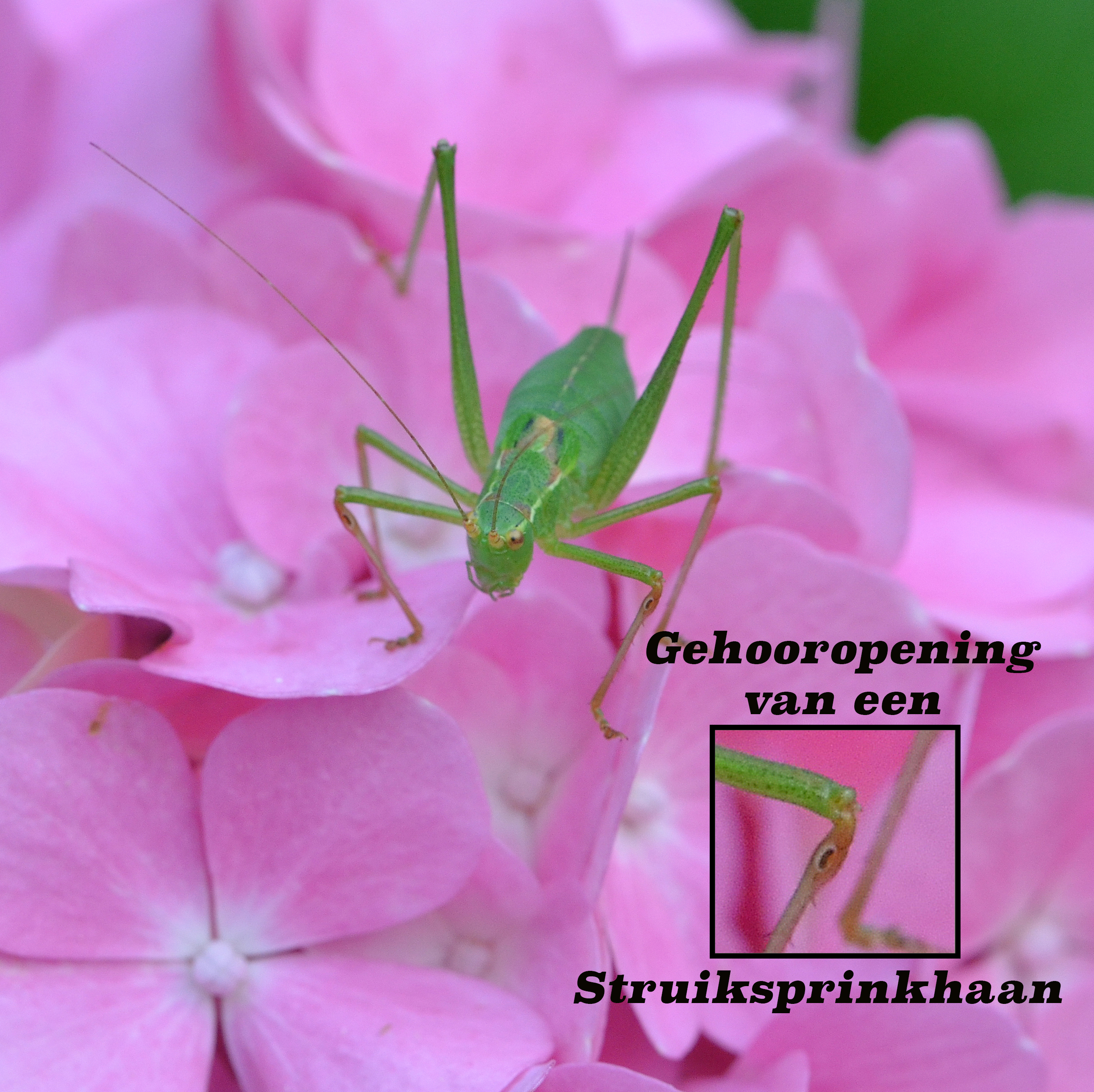
Gehooropening van een struiksprinkhaan.